# Таунли-Берти, Монтегю, 13-й граф Линдси
Монтегю Генри Эдмунд Сесил Таунли-Берти, 13-й граф Линдси, 8-й граф Абингдон (англ. Montagu Henry Edmund Cecil Towneley-Bertie, 13th Earl of Lindsey and 8th Earl of Abingdon; 2 ноября 1887 — 11 сентября 1963) — английский пэр. Он был известен как лорд Норрейс с 1919 по 1928 год и 8-й граф Абингдон с 1928 по 1938 год.

## Биография
Родился 2 ноября 1887 года. Единственный сын Монтегю Чарльза Фрэнсиса Таунли-Берти, лорда Норрейса (1860—1919), и достопочтенной Роуз Риверсдейл Глин (1860—1933). Его отец умер в 1919 году, при жизни его деда, и Таунли-Берти с тех пор именовался лордом Норрейсом, пока он не стал преемником своего деда, Монтегю Берти, 7-го графа Абингдона (1836—1928), в качестве графа Абингдона и лорда Норрейса 10 марта 1928 года.
Он получил образование в Итонском колледже.

## Карьера
Он был семейным попечителем Британского музея и верховным стюардом Абингдона.
2 января 1938 года после смерти его родственника Монтегю Берти, 12-го графа Линдси (1861—1938), он стал 13-м графом Линдси . После его смерти в 1963 году его титулы унаследовал его родственник, Ричард Берти, 14-й граф Линдси (род. 1931).
Он входил в руководящий орган школы Абингдон с 1928 по 1949 год и был председателем совета управляющих с 1935 по 1937 год.
Участник Первой мировой войны, где был ранен.

## Семья
11 августа 1928 года граф Абингдон женился на Элизабет («Беттин») Валетте Монтегю-Стюарт-Уортли (1 августа 1896 — 24 октября 1978), дочери генерал-майора Эдварда Джеймса Монтегю-Стюарта-Уортли (1857—1934) и Вайолет Хантер Гатри (? — 1953). В этом браке не было детей. Когда графиня умерла в 1978 году, она оставила все свое имущество — стоимостью более 1,5 миллиона фунтов стерлингов — своей подруге Джойс, жене редактора телевизионных новостей BBC Таху Хоула. Позднее они были завещаны Музею Виктории и Альберта. Пара похоронена на Блуквудском кладбище.